# روزبيرغ
روزبيرغ هي مدينة في ولاية أوريغون الأمريكية. وتقع في وادي نهر أومبكوا في جنوب أوريغون، وهي مركز مقاطعة دوغلاس

## التركيبة السكانية
حدّد مكتب تعداد الولايات المتحدة بيانات التركيبة السكانية لروزبيرغ في تعداد الولايات المتحدة. في ما يلي، التركيبة السكانية حسب تعدادي 2000 و2010.

### تعداد عام 2000
بلغ عدد سكان روزبيرغ 20,017 نسمة بحسب تعداد عام 2000، وبلغ عدد الأسر 8,237 أسرة وعدد العائلات 5,097 عائلة مقيمة في المدينة. في حين سجلت الكثافة السكانية 707.1 نسمة لكل كيلومتر مربع (1,831.4/ميل2). وبلغ عدد الوحدات السكنية 8,838 وحدة بمتوسط كثافة قدره 312.2 لكل كيلومتر مربع (808.6/ميل2).
وتوزع التركيب العرقي للمدينة بنسبة 93.56% من البيض و0.30% من الأمريكيين الأفارقة و1.30% من الأمريكيين الأصليين و0.99% من الأمريكيين ذوي الأصول الآسيوية و0.10% من سكان جزر المحيط الهادئ و1.26% من الأعراق الأخرى و2.48% من عرقين مختلطين أو أكثر و3.73% من الهسبانيون أو اللاتينيون من أي عرق.
بلغ عدد الأسر 8,237 أسرة كانت نسبة 31.3% منها لديها أطفال تحت سن الثامنة عشر تعيش معهم، وبلغت نسبة الأزواج القاطنين مع بعضهم البعض 46.2% من أصل المجموع الكلي للأسر، ونسبة 11.9% من الأسر كان لديها معيلات من الإناث دون وجود شريك، بينما كانت نسبة 3.8% من الأسر لديها معيلون من الذكور دون وجود شريكة وكانت نسبة 38.1% من غير العائلات. تألفت نسبة 31.6% من أصل جميع الأسر من عدة أفراد يعيشون في نفس المنزل ونسبة 13.9% كانت تتألف من شخص يعيش بمفرده يبلغ من العمر 65 عاماً أو أكثر. وبلغ متوسط حجم الأسرة المعيشية 2.32، أما متوسط حجم العائلات فبلغ 2.88.
بلغ العمر الوسطي للسكان 39.2 عاماً. وكانت نسبة 23.2% من القاطنين تحت سن الثامنة عشر، وكانت نسبة 8.6% بين الثامنة عشر والرابعة والعشرين عاماً، ونسبة 25.5% كانت واقعةً في الفئة العمرية ما بين الخامسة والعشرين والرابعة والأربعين عاماً، ونسبة 21.6% كانت ما بين الخامسة والأربعين والرابعة والستين، ونسبة 16.4% كانت ضمن فئة الخامسة والستين عاماً فما فوق. يوجد لكل 100 أنثى 91.5 ذكر، ويوجد لكل 100 أنثى في الثامنة عشر من عمرها فما فوق 88.6 ذكر.
بلغ متوسط دخل الأسرة في المدينة 31,250 دولارًا، أما متوسط دخل العائلة فبلغ 40,172 دولارًا. وكان متوسط دخل الذكور 32,624 دولارًا مقابل 25,707 دولارًا للإناث. وسجل دخل الفرد الخاص بالمدينة 17,082 دولارًا. وكانت نسبة 11% من العائلات ونسبة 15.1% من السكان تحت خط الفقر، وكان من هؤلاء نسبة 19.4% تحت سن الثامنة عشر ونسبة 9.2% في الخامسة والستين من العمر وما فوق.

### تعداد عام 2010
بلغ عدد سكان روزبيرغ 21,181 نسمة بحسب تعداد عام 2010، وبلغ عدد الأسر 9,081 أسرة وعدد العائلات 5,177 عائلة مقيمة في المدينة. في حين سجلت الكثافة السكانية 748.2 نسمة لكل كيلومتر مربع (1,937.8/ميل2). وبلغ عدد الوحدات السكنية 9,732 وحدة بمتوسط كثافة قدره 343.8 لكل كيلومتر مربع (890.4/ميل2).
وتوزع التركيب العرقي للمدينة بنسبة 91.02% من البيض و0.46% من الأمريكيين الأفارقة و1.75% من الأمريكيين الأصليين و1.61% من الأمريكيين ذوي الأصول الآسيوية و0.25% من سكان جزر المحيط الهادئ و1.43% من الأعراق الأخرى و3.48% من عرقين مختلطين أو أكثر و5.45% من الهسبانيون أو اللاتينيون من أي عرق.
بلغ عدد الأسر 9,081 أسرة كانت نسبة 27% منها لديها أطفال تحت سن الثامنة عشر تعيش معهم، وبلغت نسبة الأزواج القاطنين مع بعضهم البعض 39.2% من أصل المجموع الكلي للأسر، ونسبة 13.2% من الأسر كان لديها معيلات من الإناث دون وجود شريك، بينما كانت نسبة 4.6% من الأسر لديها معيلون من الذكور دون وجود شريكة وكانت نسبة 43% من غير العائلات. تألفت نسبة 35.5% من أصل جميع الأسر من عدة أفراد يعيشون في نفس المنزل ونسبة 16.8% كانت تتألف من شخص يعيش بمفرده يبلغ من العمر 65 عاماً أو أكثر. وبلغ متوسط حجم الأسرة المعيشية 2.23، أما متوسط حجم العائلات فبلغ 2.84.
بلغ العمر الوسطي للسكان 41.1 عاماً. وكانت نسبة 21.7% من القاطنين تحت سن الثامنة عشر، وكانت نسبة 9.1% بين الثامنة عشر والرابعة والعشرين عاماً، ونسبة 23.8% كانت واقعةً في الفئة العمرية ما بين الخامسة والعشرين والرابعة والأربعين عاماً، ونسبة 26.3% كانت ما بين الخامسة والأربعين والرابعة والستين، ونسبة 19.1% كانت ضمن فئة الخامسة والستين عاماً فما فوق. وتوزع التركيب الجنسي للسكان بنسبة 48% ذكور و52% إناث.

## المناخ
يظهر الجدول التالي التغييرات المناخية على مدار السنة لروزبيرغ:
| البيانات المناخية لـروزبيرغ         | البيانات المناخية لـروزبيرغ | البيانات المناخية لـروزبيرغ | البيانات المناخية لـروزبيرغ | البيانات المناخية لـروزبيرغ | البيانات المناخية لـروزبيرغ | البيانات المناخية لـروزبيرغ | البيانات المناخية لـروزبيرغ | البيانات المناخية لـروزبيرغ | البيانات المناخية لـروزبيرغ | البيانات المناخية لـروزبيرغ | البيانات المناخية لـروزبيرغ | البيانات المناخية لـروزبيرغ | البيانات المناخية لـروزبيرغ |
| الشهر                               | يناير                       | فبراير                      | مارس                        | أبريل                       | مايو                        | يونيو                       | يوليو                       | أغسطس                       | سبتمبر                      | أكتوبر                      | نوفمبر                      | ديسمبر                      | المعدل السنوي               |
| ----------------------------------- | --------------------------- | --------------------------- | --------------------------- | --------------------------- | --------------------------- | --------------------------- | --------------------------- | --------------------------- | --------------------------- | --------------------------- | --------------------------- | --------------------------- | --------------------------- |
| الدرجة القصوى °ف (°م)               | 71 (22)                     | 79 (26)                     | 83 (28)                     | 92 (33)                     | 105 (41)                    | 104 (40)                    | 109 (43)                    | 108 (42)                    | 104 (40)                    | 96 (36)                     | 76 (24)                     | 70 (21)                     | 109 (43)                    |
| الحد الأقصى المتوسط °ف (°م)         | 62 (17)                     | 66 (19)                     | 73 (23)                     | 83 (28)                     | 89 (32)                     | 93 (34)                     | 98 (37)                     | 98 (37)                     | 96 (36)                     | 83 (28)                     | 68 (20)                     | 62 (17)                     | 101 (38)                    |
| متوسط درجة الحرارة الكبرى °ف (°م)   | 49.7 (9.8)                  | 53.5 (11.9)                 | 57.8 (14.3)                 | 62.4 (16.9)                 | 69.9 (21.1)                 | 76.0 (24.4)                 | 84.3 (29.1)                 | 84.7 (29.3)                 | 78.6 (25.9)                 | 66.3 (19.1)                 | 53.5 (11.9)                 | 47.7 (8.7)                  | 65.4 (18.5)                 |
| المتوسط اليومي °ف (°م)              | 43.1 (6.2)                  | 45.3 (7.4)                  | 48.6 (9.2)                  | 52.2 (11.2)                 | 58.5 (14.7)                 | 63.9 (17.7)                 | 70.3 (21.3)                 | 70.1 (21.2)                 | 64.9 (18.3)                 | 55.5 (13.1)                 | 46.9 (8.3)                  | 42.1 (5.6)                  | 55.1 (12.9)                 |
| متوسط درجة الحرارة الصغرى °ف (°م)   | 36.5 (2.5)                  | 37.2 (2.9)                  | 39.3 (4.1)                  | 42.0 (5.6)                  | 47.2 (8.4)                  | 51.8 (11.0)                 | 56.2 (13.4)                 | 55.5 (13.1)                 | 51.2 (10.7)                 | 44.8 (7.1)                  | 40.3 (4.6)                  | 36.4 (2.4)                  | 44.9 (7.2)                  |
| الحد الأدنى المتوسط °ف (°م)         | 24 (−4)                     | 27 (−3)                     | 29 (−2)                     | 32 (0)                      | 37 (3)                      | 42 (6)                      | 47 (8)                      | 47 (8)                      | 41 (5)                      | 34 (1)                      | 29 (−2)                     | 26 (−3)                     | 21 (−6)                     |
| أدنى درجة حرارة °ف (°م)             | −1 (−18)                    | 13 (−11)                    | 19 (−7)                     | 25 (−4)                     | 26 (−3)                     | 34 (1)                      | 39 (4)                      | 41 (5)                      | 32 (0)                      | 21 (−6)                     | 15 (−9)                     | 5 (−15)                     | −1 (−18)                    |
| الهطول إنش (مم)                     | 4.92 (125)                  | 2.62 (67)                   | 3.00 (76)                   | 2.45 (62)                   | 2.05 (52)                   | 0.75 (19)                   | 0.11 (2.8)                  | 0.20 (5.1)                  | 0.82 (21)                   | 2.10 (53)                   | 4.66 (118)                  | 6.99 (178)                  | 30.67 (779)                 |
| متوسط تساقط الثلوج إنش (سم)         | 3.3 (8.4)                   | 0.7 (1.8)                   | 0.7 (1.8)                   | 0.1 (0.25)                  | 0.0 (0.0)                   | 0.0 (0.0)                   | 0.0 (0.0)                   | 0.0 (0.0)                   | 0.0 (0.0)                   | 0.0 (0.0)                   | 0.5 (1.3)                   | 0.6 (1.5)                   | 6.2 (16)                    |
| متوسط أيام هطول الأمطار (≥ 0.01 in) | 18.8                        | 15.0                        | 16.6                        | 15.1                        | 10.1                        | 6.2                         | 1.1                         | 1.6                         | 4.4                         | 11.1                        | 17.4                        | 20.6                        | 138                         |
| متوسط الرطوبة النسبية (%)           | 86.7                        | 81.4                        | 75.8                        | 72.2                        | 66.9                        | 63.5                        | 57.3                        | 58.3                        | 62.2                        | 75.6                        | 85.9                        | 87.6                        | 72.8                        |
| المصدر: NOAA and Weatherbase        |                             |                             |                             |                             |                             |                             |                             |                             |                             |                             |                             |                             |                             |

## أعلام
- جيم جارفيس
- مايك ألرد
- جيريمي غوثري
- بينغر هرمان
- ماريون يوجين كارل
- روبين جونز
- لافاييت لان
- ديمنغ برونسون
- جيمي بيرك
- باول سميث